# Роберт Витек
Роберт Витек (слч. Róbert Vittek; 1. април 1982) бивши је словачки фудбалер који је играо на позицији нападача.
Играо је у бројним европским клубовима, а најзапаженији је био у Словану из које омладинске школе и потиче и у којем је играо у четири наврата.
Са 23 постигнута гола за репрезентацију Словачке је други најбољи стрелац репрезентације. Наступао је и на Светском првенству 2010. на којем је постигао четири гола.

## Успеси

### Клупски
Нирнберг
- Друга Бундеслига Немачке: 2003/04.
- Куп Немачке: 2006/07.

Слован Братислава
- Суперлига Словачке: 2013/14, 2018/19.

### Индивидуални
- Словачки фудбалер године: 2006.